# Calycomyza brewerae
Calycomyza brewerae är en tvåvingeart som beskrevs av Valladares 1981. Calycomyza brewerae ingår i släktet Calycomyza och familjen minerarflugor. Inga underarter finns listade i Catalogue of Life.